# Catostomus snyderi
Catostomus snyderi és una espècie de peix de la família dels catostòmids i de l'ordre dels cipriniformes.

## Morfologia
Els mascles poden assolir els 55 cm de longitud total.

## Hàbitat i distribució geogràfica
És un peix d'aigua dolça, demersal i de clima temperat (43°N-39°N), el qual es troba a Nord-amèrica: la conca del riu Klamath a Oregon i Califòrnia (els Estats Units).